# Song Yoo-geun
 (décembre 2015).
 (juin 2017).
Si vous disposez d'ouvrages ou d'articles de référence ou si vous connaissez des sites web de qualité traitant du thème abordé ici, merci de compléter l'article en donnant les références utiles à sa vérifiabilité et en les liant à la section « Notes et références ».
Dans ce nom, le nom de famille, Song, précède le nom personnel.
Song Yoo-geun (en coréen : 송유근, en anglais : Yoogeun Song), né le 27 novembre 1997 à Guri, est un enfant prodige sud-coréen. Âgé de seulement 8 ans, il est entré à l'université après avoir effectué les études primaires et secondaires en neuf mois, un processus qui prend habituellement 12 ans en Corée.
Ses parents, d'anciens enseignants, ne lui imposent pas d'horaires ni de discipline stricts. D'après son père, il est capable de se concentrer plusieurs heures d'affilée pour résoudre un problème.
Se destinant à la physique et n'ayant pas de véritable cursus scolaire, les autorités de l'université Inha, située à Incheon, lui ont demandé d'expliquer l'équation de Schrödinger, une équation fondamentale de la physique quantique. Song a montré qu'il comprenait cette équation.
Depuis mars 2005, il fait l'objet d'une importante couverture médiatique en Corée du Sud.

## Publications
"Enhanced gamma radiation towards the rotation axis from the immediate vicinity of extremely rotating black holes",
Monthly Notices of the Royal Astronomical Society: Letters, Volume 471, Issue 1, October 2017, Pages L135–L139,
"High-energy and Very High Energy Emission from Stellar-mass Black Holes Moving in Gaseous Clouds", The Astrophysical Journal, Volume 867, Number 2

## Sources
1. ↑  Yoogeun Song, Hung-Yi Pu, Kouichi Hirotani, Satoki Matsushita, Albert K. H. Kong et Hsiang-Kuang Chang, « Enhanced gamma radiation towards the rotation axis from the immediate vicinity of extremely rotating black holes », Monthly Notices of the Royal Astronomical Society: Letters, vol. 471, no 1,‎ octobre 2017, L135–L139 (DOI 10.1093/mnrasl/slx119, Bibcode 2017MNRAS.471L.135S, arXiv 1707.07916)
2. ↑  Kouichi Hirotani, Hung-Yi Pu, Sabrina Outmani et Hsinhao Huang, « High-energy and Very High Energy Emission from Stellar-mass Black Holes Moving in Gaseous Clouds », The Astrophysical Journal, vol. 867, no 2,‎ 6 novembre 2018, p. 120 (ISSN 1538-4357, DOI 10.3847/1538-4357/aae47a, lire en ligne, consulté le 27 octobre 2023)

- (en) Eight-year-old physics genius enters university
- (en) Child pegged for Korea's first science Nobel